# Олотинская
Олотинская — деревня в Верховажском районе Вологодской области.
Входит в состав Морозовского сельского поселения, с точки зрения административно-территориального деления — в Морозовский сельсовет.
Расстояние по автодороге до районного центра Верховажья — 25,5 км, до центра муниципального образования Морозово — 1,2 км. Ближайшие населённые пункты — Мокиевская, Фоминская, Михайловская, Сбоевская, Силинская-1, Морозово.
По переписи 2002 года население — 11 человек.